# Kercelak

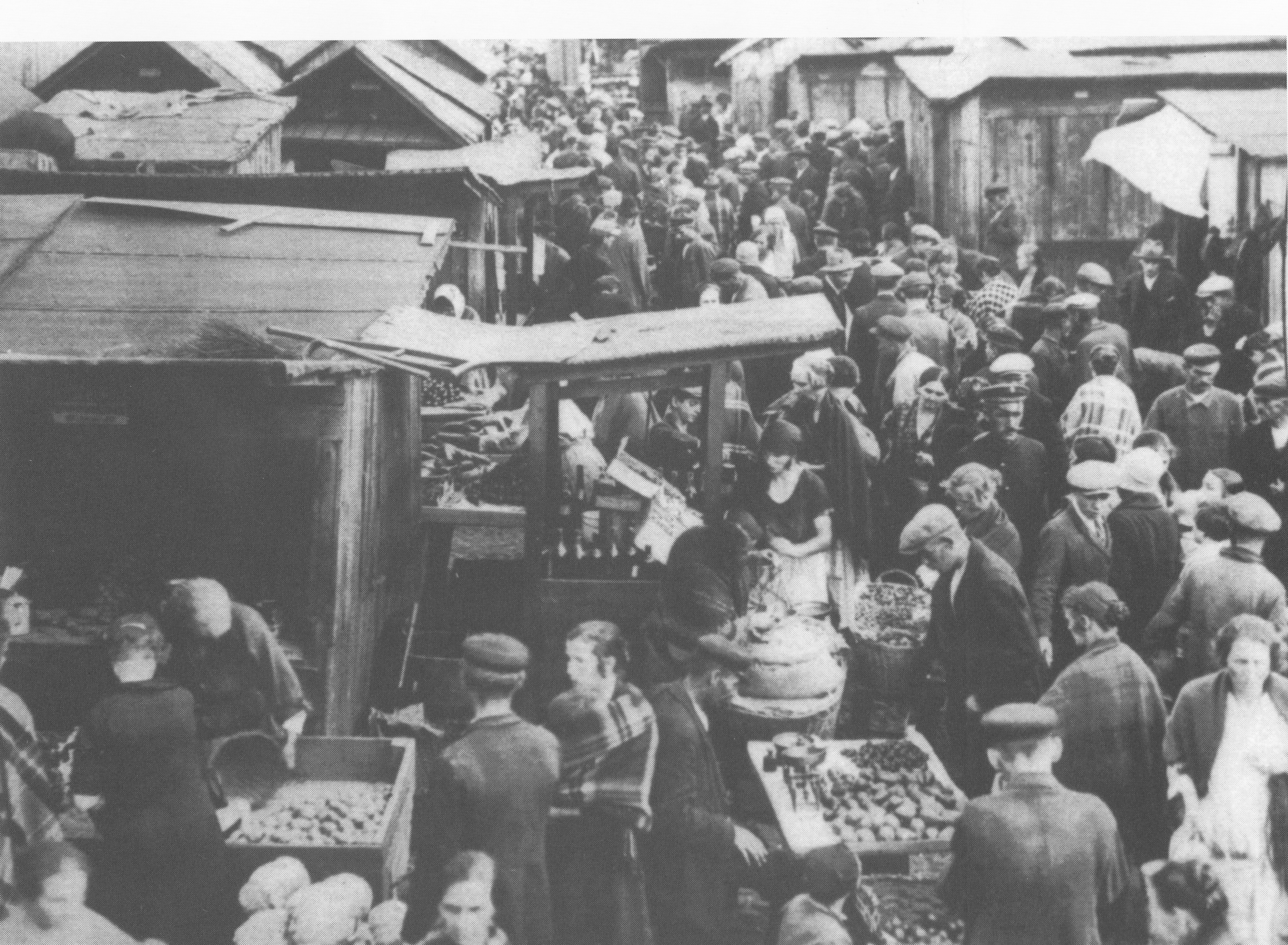
Handel żywnością na Kercelaku (1928)

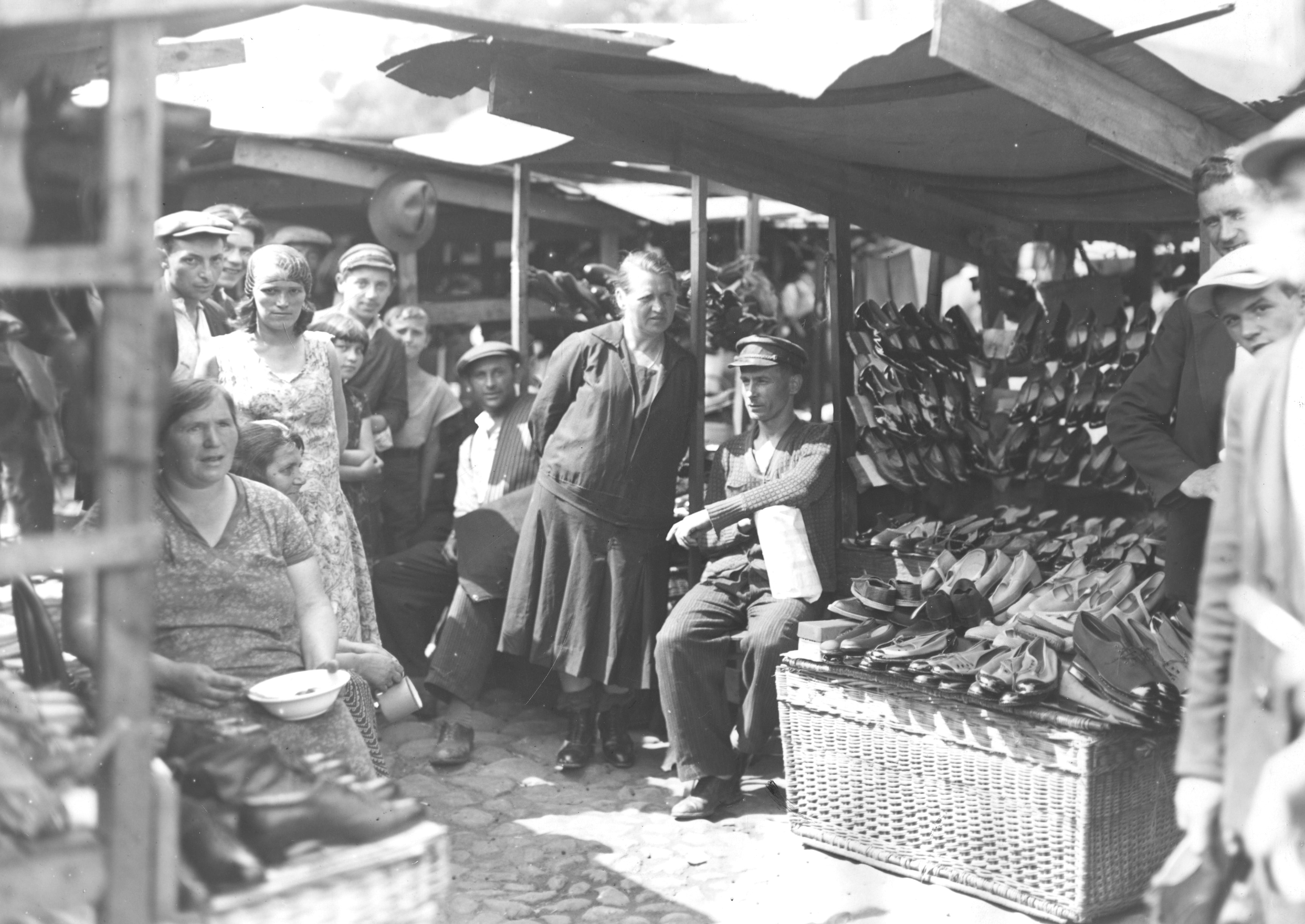
Stragany z obuwiem (między 1926 a 1935)

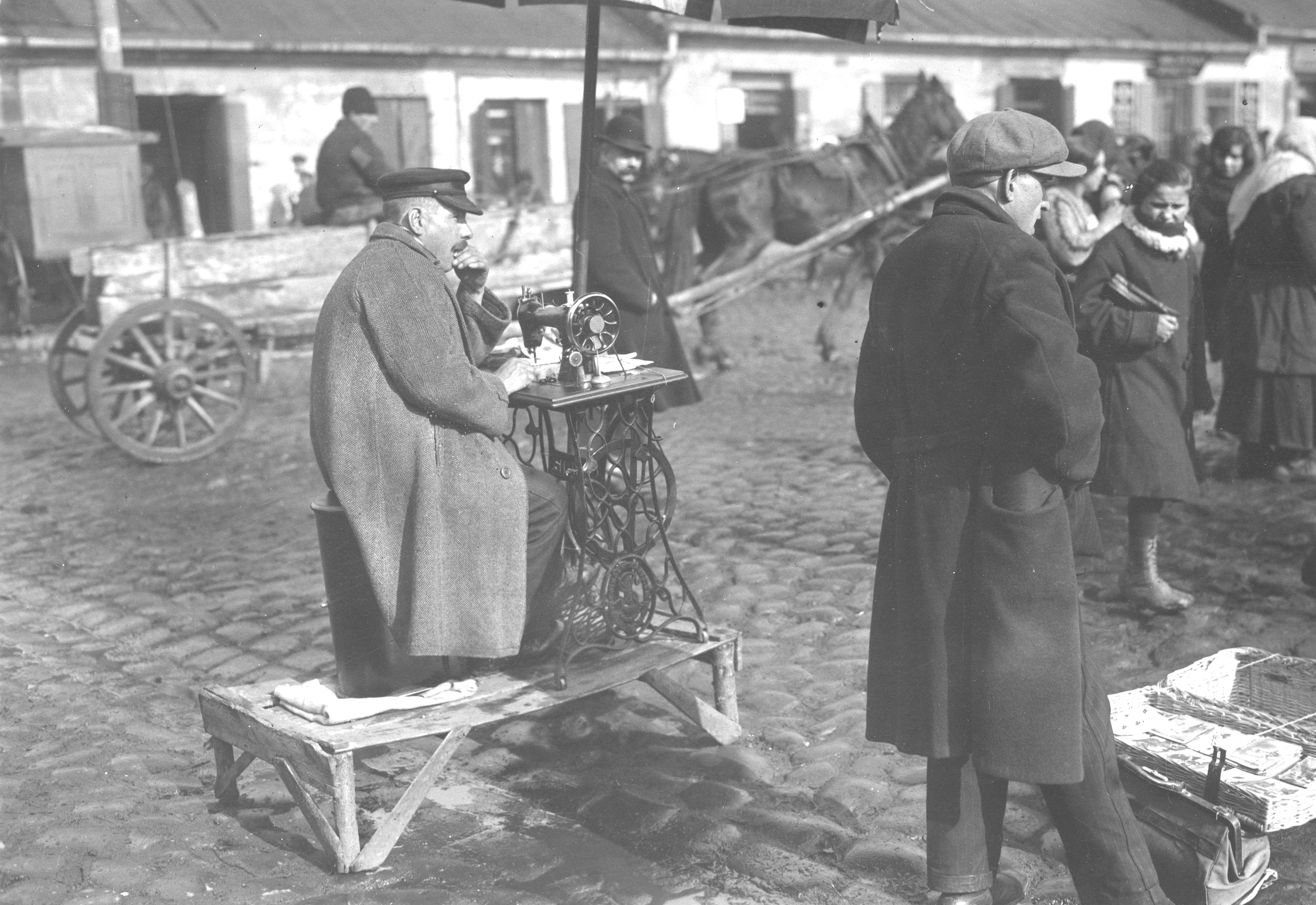
Krawiec uliczny na targowisku (1927)

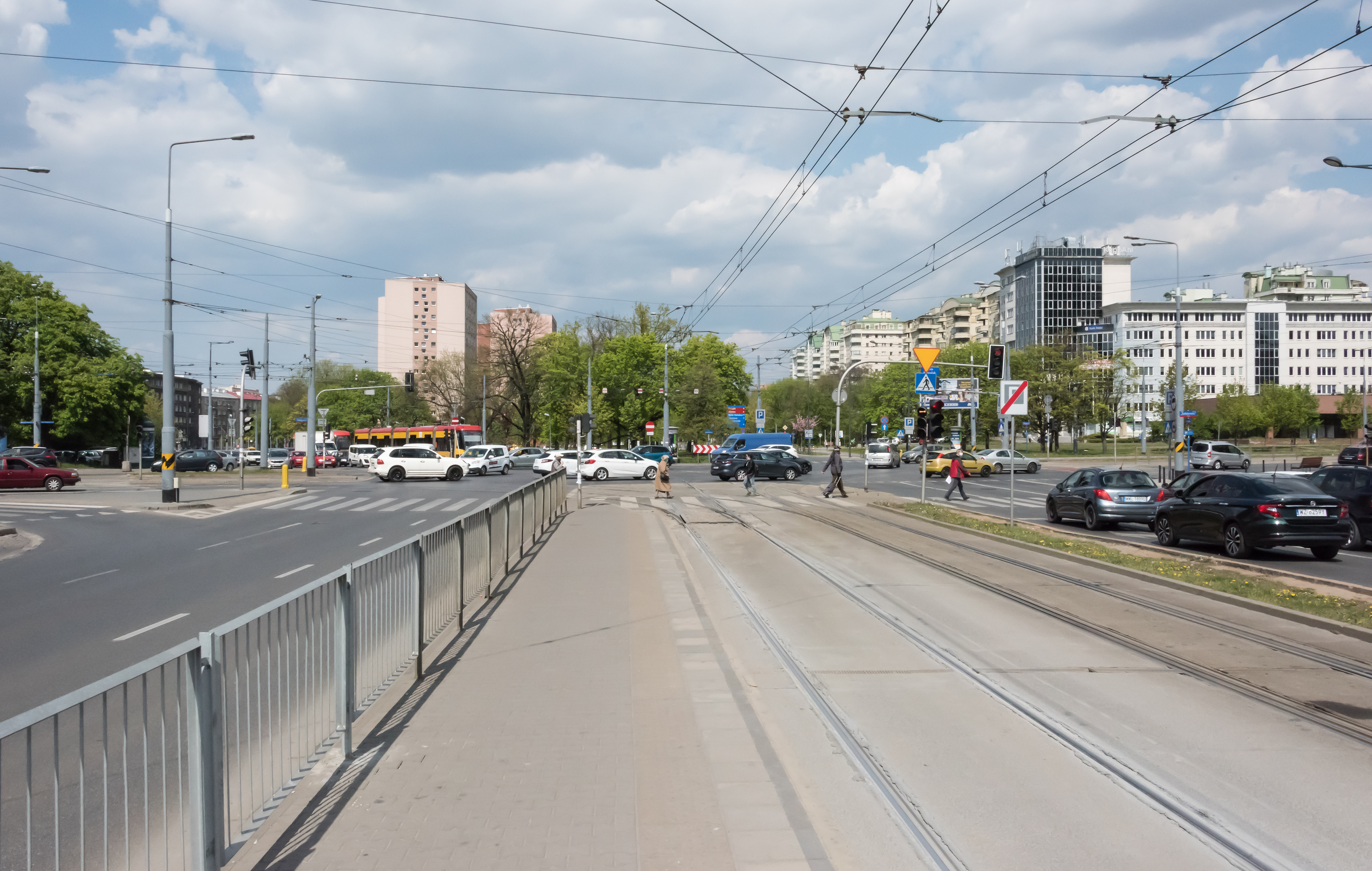
Miejsce, w którym znajdował się Kercelak (2020)

Kercelak, właśc. plac Kercelego – nieistniejący plac w warszawskiej dzielnicy Wola i targowisko znajdujące się na placu w latach 1867–1947. Od 2001 nazwę rondo Kercelak nosi skrzyżowanie ulicy Okopowej i alei „Solidarności”.

## Opis
Nazwa placu i znajdującego się na nim targowiska pochodziły od nazwiska Józefa Kercelego, właściciela kilku nieruchomości w tym rejonie Woli, który ofiarował ten teren miastu z przeznaczeniem na targ paszą. Przed uporządkowaniem znajdowały się tam okopy i fosy z wodą. 
Targowisko powstało w 1867 i pierwotnie miało powierzchnię 1,5 ha. Na początku handlowano na nim paszą. Później jednak przeniesiono tam, w związku z budową kościoła Wszystkich Świętych, stragany z placu Grzybowskiego. Ze względu na charakterystyczne dla Warszawy stosowanie skrótowców targowisko zaczęło być nazywane Kercelakiem. 
Targowisko rozpoczynało się u zbiegu ulic Chłodnej, Wolskiej i Towarowej i ciągnęło się wzdłuż ulicy Okopowej dochodząc do ulic Ogrodowej i Leszno. Od zachodu graniczyło z kompleksem żydowskiego Szpitala na Czystem. Kercelak był popularnym miejscem handlu artykułami codziennego użytku, żywnością, tandetą i starzyzną. Sprzedawano tam również zwierzęta i ptaki, m.in. psy i gołębie. W Warszawie Kercelak słynął z bogatego asortymentu oraz z okazji. Można było na nim także kupić przedmioty niewiadomego pochodzenia, głównie z kradzieży. Targowisko było miejscem spotkań przestępców i zawierania różnego rodzaju nielegalnych transakcji. Na handlujących na Kercelaku okupy wymuszał gang Łukasza Siemiątkowskiego ps. „Tata Tasiemka”. Działały tam także lotne szulernie, wyłudzające pieniądze m.in. poprzez grę w trzy karty.
Targowisko było zabudowane drewnianymi straganami, ustawionymi w rzędach, oddzielonymi od siebie wąskimi przejściami. Bardzo popularny był również handel naręczny. W poszczególnych częściach Kercelaka handlowano towarami w tym samym lub zbliżonym asortymencie,  np. handel artykułami spożywczymi koncentrował się w rejonie ulicy Leszno. W 1926 na placu ukończono budowę niewielkiej hali targowej w kształcie litery „L”. 
Kercelak stanowił ważną część składową folkloru warszawskiej dzielnicy zachodniej. Byli z nim związani m.in. niektórzy bohaterowie felietonów Stefana Wiecheckiego „Wiecha”.
Targowisko ucierpiało w czasie obrony Warszawy we wrześniu 1939 roku. W październiku 1939 roku na placu działało 113 punktów sprzedaży. W czasie okupacji niemieckiej Kercelak stał się miejscem handlu żywnością, nielegalnymi towarami i bronią. Jednym z najoryginalniejszych sprzedawanych tam towarów były wszy odzieżowe, kupowane przez niemieckich żołnierzy (zawszenie oznaczało przymusową dwutygodniową kwarantannę i opóźnienie powrotu na front). Na Kercelaku sprzedawano również rzeczy pochodzące z pobliskiego getta. 2 września 1942 podczas jednego z radzieckich nalotów na Warszawę spłonęło ok. 1000 straganów i kramów. Pomimo obowiązującego od lipca 1941 zakazu wznoszenia drewnianych budowli spalony Kercelak został szybko odbudowany z wykorzystaniem nielegalnie pozyskanego drewna. 
Kercelak był miejscem akcji przeciwko nielegalnemu handlowi i obław (łapanek) organizowanych przez okupacyjne władze niemieckie, m.in. w maju 1942 na targowisku zatrzymano i przewieziono do obozu przy ul. Skaryszewskiej ok. 3 tys. osób, a wczesną wiosną 1944 zabrano ok. tysiąca handlujących i kupujących. W sierpniu 1942 na Kercelaku działało 1550 straganów. 
Działalność targowiska przerwało powstanie warszawskie. Krótko przed godziną „W” na placu doszło do potyczki powstańców z plutonem niemieckiej żandarmerii z posterunku Nordwache w kamienicy Partowicza przy ulicy Żelaznej. Do 2 sierpnia 1944 wyloty wszystkich ulic na plac zamknięto barykadami. 5 sierpnia 1944 oddziały gen. Heinza Reinefartha i Oskara Dirlewangera wyparły Polaków z placu. 5 października 1944 na placu złożyli broń żołnierze ze zgrupowania „Chrobry II”, jednego z ostatnich oddziałów wychodzących z miasta do niewoli po kapitulacji powstania.
Targowisko zostało zlikwidowane w 1947 (według niektórych źródeł handel odbywał się tam jeszcze w 1949). Przez Kercelak przeprowadzono wtedy Trasę W-Z. Topografię dawnego placu zatarła również powojenna budowa drugich jezdni ulic Okopowej i Towarowej. Na części terenu zajmowanego przez Kercelak organizowano sezonowe jarmarki. Przy jego północnej granicy, między ulicami Leszno i Żytnią, powstał Centralny Dworzec Autobusowy PKS.
W listopadzie 2001 Rada m.st. Warszawy nadała rondu na skrzyżowaniu ulicy Okopowej i alei „Solidarności” nazwę rondo Kercelak. Nazwa nie odnosi się jednak do rozwiązania drogowego w formie ronda – planowane rondo o średnicy 80 metrów nie zostało bowiem zrealizowane.